# Dourges
Dourges és un municipi francès situat al departament del Pas de Calais i a la regió dels Alts de França. L'any 2007 tenia 5.637 habitants.

## Demografia

### Població
El 2007 la població de fet de Dourges era de 5.637 persones. Hi havia 2.068 famílies de les quals 472 eren unipersonals (140 homes vivint sols i 332 dones vivint soles), 536 parelles sense fills, 816 parelles amb fills i 244 famílies monoparentals amb fills.
La població ha evolucionat segons el següent gràfic:
Habitants censats

### Habitatges
El 2007 hi havia 2.226 habitatges, 2.107 eren l'habitatge principal de la família, 3 eren segones residències i 116 estaven desocupats. 2.098 eren cases i 121 eren apartaments. Dels 2.107 habitatges principals, 1.259 estaven ocupats pels seus propietaris, 762 estaven llogats i ocupats pels llogaters i 86 estaven cedits a títol gratuït; 9 tenien una cambra, 69 en tenien dues, 133 en tenien tres, 707 en tenien quatre i 1.189 en tenien cinc o més. 1.393 habitatges disposaven pel capbaix d'una plaça de pàrquing. A 1.021 habitatges hi havia un automòbil i a 694 n'hi havia dos o més.

### Piràmide de població
La piràmide de població per edats i sexe el 2009 era:
| Homes | Edats   | Dones |
| ----- | ------- | ----- |
| 4     | 95 o +  | 8     |
| 8     | 90 a 94 | 4     |
| 4     | 85 a 89 | 80    |
| 8     | 80 a 84 | 28    |
| 64    | 75 a 79 | 96    |
| 120   | 70 a 74 | 168   |
| 96    | 65 a 69 | 152   |
| 184   | 60 a 64 | 116   |
| 68    | 55 a 59 | 144   |
| 136   | 50 a 54 | 128   |
| 196   | 45 a 49 | 180   |
| 232   | 40 a 44 | 244   |
| 248   | 35 a 39 | 304   |
| 172   | 30 a 34 | 180   |
| 136   | 25 a 29 | 136   |
| 132   | 20 a 24 | 124   |
| 292   | 15 a 19 | 224   |
| 304   | 10 a 14 | 236   |
| 176   | 5 a 9   | 228   |
| 164   | 0 a 4   | 128   |

## Economia
El 2007 la població en edat de treballar era de 3.610 persones, 2.438 eren actives i 1.172 eren inactives. De les 2.438 persones actives 2.090 estaven ocupades (1.168 homes i 922 dones) i 348 estaven aturades (171 homes i 177 dones). De les 1.172 persones inactives 227 estaven jubilades, 450 estaven estudiant i 495 estaven classificades com a «altres inactius».

### Ingressos
El 2009 a Dourges hi havia 2.084 unitats fiscals que integraven 5.532,5 persones, la mediana anual d'ingressos fiscals per persona era de 15.029 €.

### Activitats econòmiques
Dels 149 establiments que hi havia el 2007, 1 era d'una empresa extractiva, 5 d'empreses alimentàries, 3 d'empreses de fabricació de material elèctric, 5 d'empreses de fabricació d'altres productes industrials, 25 d'empreses de construcció, 32 d'empreses de comerç i reparació d'automòbils, 14 d'empreses de transport, 13 d'empreses d'hostatgeria i restauració, 2 d'empreses d'informació i comunicació, 3 d'empreses financeres, 5 d'empreses immobiliàries, 14 d'empreses de serveis, 15 d'entitats de l'administració pública i 12 d'empreses classificades com a «altres activitats de serveis».
Dels 46 establiments de servei als particulars que hi havia el 2009, 1 era una comissaria de policia, 1 oficina de correu, 1 una oficina bancària, 1 funerària, 4 tallers de reparació d'automòbils i de material agrícola, 1 autoescola, 2 paletes, 8 guixaires pintors, 5 fusteries, 4 lampisteries, 2 empreses de construcció, 8 perruqueries, 6 restaurants i 2 agències immobiliàries.
Dels 17 establiments comercials que hi havia el 2009, 1 era un hipermercat, 4 botiges de menys de 120 m², 4 fleques, 1 una fleca, 1 una carnisseria, 2 botigues de roba, 2 botigues d'equipament de la llar, 1 una botiga d'electrodomèstics i 1 una joieria.
L'any 2000 a Dourges hi havia 7 explotacions agrícoles.

## Equipaments sanitaris i escolars
El 2009 hi havia 2 farmàcies i 1 ambulància.
El 2009 hi havia 2 escoles maternals i 2 escoles elementals. Dourges disposava d'un col·legi d'educació secundària amb 501 alumnes.

## Poblacions més properes
El següent diagrama mostra les poblacions més properes.